# 26 lutego
26 lutego jest 57. dniem w kalendarzu gregoriańskim. Do końca roku pozostało 308 (w latach przestępnych 309) dni.

## Święta
- Imieniny obchodzą: Aleksander, Bogumił, Dionizy, Faustynian, Gerlinda, Klaudian, Lutmiar, Lutosława, Mirosław, Mirosława, Nikolina, Nestor, Otokar, Porfiriusz i Porfiry.
- Kuwejt – Święto Wyzwolenia
- Wspomnienia i święta w Kościele katolickim[1][2] obchodzą:
  - św. Aleksander (biskup)
  - bł. Józef Rossi (męczennik)
  - św. Paula Montal (dziewica)
  - św. Porfiriusz (biskup)

## Wydarzenia w Polsce

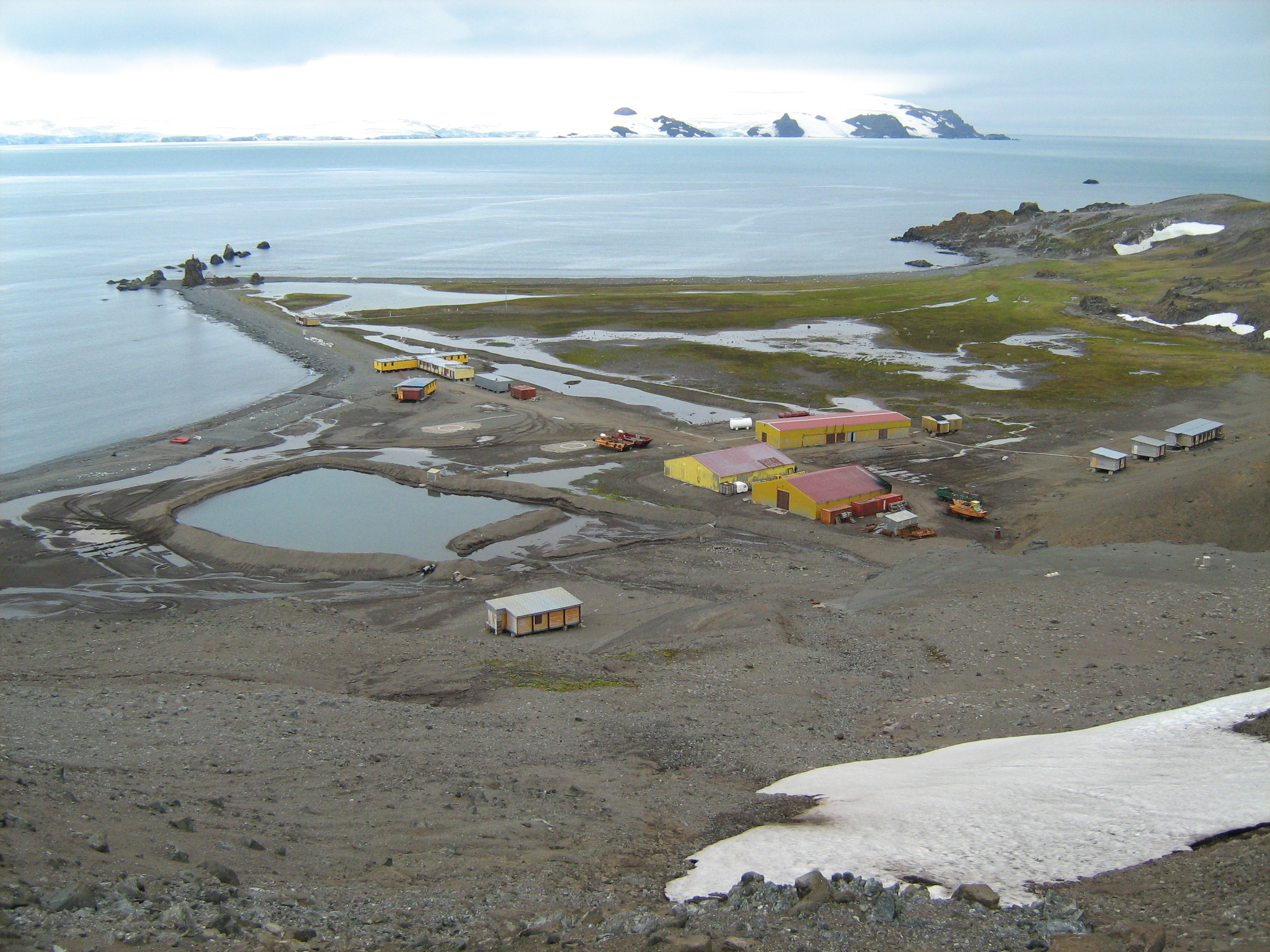
Polska Stacja Antarktyczna im. Henryka Arctowskiego na fotografii z 2008 roku

- 1289 – Zwycięstwo wojsk koalicji mazowiecko-kujawskiej Bolesława II i Władysława Łokietka nad siłami księcia wrocławskiego Henryka IV Probusa w bitwie pod Siewierzem.
- 1656 – Potop szwedzki: walczący po stronie szwedzkiej Bogusław Radziwiłł zajął Tykocin.
- 1768 – Sejm repninowski uchwalił tzw. prawa kardynalne potwierdzające przywileje ustrojowe szlachty.
- 1807 – IV koalicja antyfrancuska: zwycięstwo wojsk francuskich nad rosyjskimi w bitwie o Braniewo.
- 1831 – Gen. Jan Skrzynecki został wodzem naczelnym powstania listopadowego w miejsce gen. Michała Gedeona Radziwiłła.
- 1832 – Konstytucja Królestwa Polskiego została zastąpiona Statutem Organicznym dla Królestwa Polskiego.
- 1846 – Powstanie krakowskie: porażka powstańców w bitwie pod Gdowem.
- 1863 – Powstanie styczniowe: nierozstrzygnięta bitwa pod Pankami.
- 1905 – W Królestwie Polskim rozpoczęła się fala strajków solidarnościowych z robotnikami rosyjskimi.
- 1924 – Premiera polsko-amerykańskiego filmu fabularnego w języku jidisz Ślubowanie w reżyserii Zygmunta Turkowa.
- 1927 – Mazurek Dąbrowskiego został oficjalnie polskim hymnem państwowym.
- 1940:
  - Utworzono Polityczny Komitet Porozumiewawczy.
  - W odwecie za zabicie przez nieznanych sprawców niemieckiego burmistrza Legionowa, Niemcy rozstrzelali w Palmirach blisko 190 osób, głównie mieszkańców Legionowa i pobliskich miejscowości.
- 1941 – Zlikwidowano getto żydowskie w Górze Kalwarii.
- 1943 – Do obozu koncentracyjnego w Auschwitz-Birkenau przybył pierwszy transport Romów.
- 1947 – Kontradm. Włodzimierz Steyer objął stanowisko dowódcy Marynarki Wojennej.
- 1956 – W Białymstoku założono Białoruskie Towarzystwo Społeczno-Kulturalne w Polsce.
- 1973 – W Warszawie założono Muzeum Archipelagu Nusantary (od 1976 roku Muzeum Azji i Pacyfiku).
- 1974 – Powołano Instytut Podstawowych Problemów Marksizmu-Leninizmu.
- 1978:
  - Odbył się pierwszy narciarski Bieg Gwarków.
  - Premiera 1. odcinka serialu telewizyjnego Noce i dnie w reżyserii Jerzego Antczaka.
- 1987 – Zarejestrowano Gdański Klub Fantastyki.
- 1990 – Jan Kułakowski został powołany na stanowisko ambasadora przy Wspólnotach Europejskich.
- 1999:
  - Prezydent RP Aleksander Kwaśniewski podpisał dokumenty ratyfikujące polskie członkostwo w NATO.
  - Reaktywowano Związek Powiatów Polskich.
- 2008 – Rada Ministrów uznała niepodległość Kosowa.

## Wydarzenia na świecie
- 364 – Trybun wojskowy Walentynian został wybrany na cesarza rzymskiego.
- 1154 – Po śmierci ojca Rogera II współrządzący z nim do tej pory syn Wilhelm I Zły został samodzielnym królem Neapolu i Sycylii.
- 1266 – Wojska króla Sycylii Manfreda Hohenstaufa i Karola I Andegaweńskiego stoczyły bitwę pod Benewentem, zakończoną klęską i śmiercią Manfreda.
- 1548 – Turecki admirał Piri Reis odbił Aden w Jemenie z rąk Portugalczyków.
- 1561 – Założono miasto Santa Cruz w Boliwii.
- 1643 – Na rozkaz gubernatora Nowych Niderlandów Willema Kiefta w nocy z 25 na 26 lutego holenderscy żołnierze dokonali masakry 120 Indian z plemienia Wappingerów.
- 1658 – Podpisano traktat pokojowy kończący wojnę duńsko-szwedzką.
- 1726 – Karol Albert (późniejszy cesarz Niemiec Karol VII) został elektorem Bawarii.
- 1731 – Ludwika Hipolita Grimaldi wstąpiła na tron Monako.
- 1785 – W Liechtensteinie wykonano ostatni w historii kraju wyrok śmierci na skazanej za złodziejstwo 42-letniej Barbarze Erni.
- 1789 – Padł angielski ogier-reproduktor Eclipse, będący przodkiem 80% obecnie żyjących koni wyścigowych.
- 1794 – Spłonął zamek Christiansborg w Kopenhadze, będący siedzibą królów duńskich.
- 1797 – Bank of England wyemitował pierwszy banknot o nominale 1 funta.
- 1815 – Napoleon Bonaparte uciekł z Elby.
- 1832 – Odbył się pierwszy paryski koncert Fryderyka Chopina.
- 1845 – Przyszły jedyny prezydent Skonfederowanych Stanów Ameryki Jefferson Davis poślubił swoją drugą żonę Varinę Howell.
- 1846 – Duński astronom Theodor Brorsen odkrył kometę okresową 5D/Brorsen.
- 1849 – Rozpoczął obrady dwuizbowy Sejm pruski I kadencji.
- 1852 – Brytyjski okręt wojenny HMS „Birkenhead” rozbił się na skałach u wybrzeży południowej Afryki. Spośród będących na pokładzie 638 osób, uratowały się 193.
- 1860 – W Kalifornii biali osadnicy dokonali masakry 80-250 Indian plemienia Wiyotów.
- 1861 – Cesarz Austrii Franciszek Józef I wydał tzw. Patent lutowy.
- 1870 – W Hamburgu założono Commerzbank.
- 1871 – Wojna francusko-pruska: nowy francuski rząd Louisa Thiersa przyjął propozycje pokojowe kanclerza Ottona von Bismarcka.
- 1885:
  - Na konferencji berlińskiej europejskie mocarstwa uznały prawa króla Belgów Leopolda II Koburga do dorzecza Kongo.
  - Założono Uniwersytet Stanowy Arizony w Phoenix.
- 1896 – Francuski chemik i fizyk Henri Becquerel, obserwując wpływ skały zawierającej uran na materiał światłoczuły, odkrył zjawisko radioaktywności.
- 1899 – Kálmán Széll został premierem Królestwa Węgier.
- 1914 – Został zwodowany „Britannic”, bliźniaczy statek „Titanica”.
- 1915 – I wojna światowa: po raz pierwszy w historii wykorzystano w boju miotacze ognia (niemiecki 3. pułk zwiadowczy gwardii w Malancourt na froncie zachodnim).
- 1916 – I wojna światowa: 930 osób zginęło na Morzu Śródziemnym po storpedowaniu francuskiego statku „Provence II” przez niemiecki okręt podwodny U-35.
- 1918 – Ponad 600 osób zginęło w wyniku pożaru trybun toru wyścigów konnych Happy Valley Racecourse w Hongkongu.
- 1919 – Utworzono Park Narodowy Wielkiego Kanionu.
- 1920 – Premiera niemego horroru niemieckiego Gabinet doktora Caligari w reżyserii Roberta Wiena.
- 1922 – Luigi Facta został premierem Włoch.
- 1924 – Przed Sądem Ludowym w Monachium rozpoczął się proces Adolfa Hitlera i pozostałych organizatorów puczu monachijskiego.
- 1929 – Utworzono Park Narodowy Grand Teton (Wyoming)
- 1931 – Premiera brytyjskiego dramatu filmowego Oszustwo w reżyserii Alfreda Hitchcocka.
- 1932 – W Mińsku ukazało się pierwsze wydanie tygodnika literackiego „Litaratura i mastactwa”.
- 1935 – Utworzono Luftwaffe.
- 1936 – W Japonii doszło do nieudanego zamachu stanu.
- 1937 – Jan Alfred Szczepański i Justyn Wojsznis dokonali pierwszego wejścia na Ojos del Salado, najwyższy (6893 m) wulkan na Ziemi (obecnie nieczynny), położony w Andach Środkowych, na granicy Argentyny i Chile.
- 1942:
  - Należąca do tej pory do brytyjskiej kolonii Trynidad i Tobago wyspa Patos została przekazana Wenezueli.
  - Odbyła się 14. ceremonia wręczenia Oscarów.
- 1945 – Wojna o Pacyfik: zwycięstwo wojsk amerykańskich w bitwie o Corregidor na Filipinach.
- 1946 – Konrad Adenauer został wybrany na stanowisko przewodniczącego CDU.
- 1949 – Boeing B-50 Superfortress (zwany „Lucky Lady II”) rozpoczął pierwszy w historii lotnictwa udany przelot dookoła świata bez międzylądowania, który trwał 94 godziny.
- 1952 – Premier Winston Churchill ogłosił, że Wielka Brytania dysponuje bronią atomową.
- 1953:
  - Allen Dulles został dyrektorem CIA.
  - Sunnyvale w Teksasie uzyskało prawa miejskie.
- 1960:
  - 34 osoby zginęły, a 18 zostało rannych w katastrofie należącego do Alitalia samolotu Douglas DC-7 w irlandzkim Shannon.
  - Podczas podchodzenia do lądowania we Lwowie rozbił się lecący z Kijowa, należący do Aerofłotu An-10, w wyniku czego zginęły 33 osoby, a jedna została ranna.
- 1961 – Hasan II został królem Maroka.
- 1969 – Jigal Allon został tymczasowym premierem Izraela, zastępując zmarłego Lewiego Eszkola.
- 1970 – Abdou Diouf został premierem Senegalu.
- 1972 – W wyniku przerwania zapory na kopalnianym zbiorniku w hrabstwie Logan w amerykańskim stanie Wirginia Zachodnia zginęło 125 osób, 1121 zostało rannych, a ponad 4000 straciło dach nad głową.
- 1976 – Hiszpania przekazała formalnie kontrolę nad Saharą Zachodnią Maroku i Mauretanii.
- 1977 – Rozpoczęła działalność Polska Stacja Antarktyczna im. Henryka Arctowskiego na Wyspie Króla Jerzego.
- 1979:
  - Całkowite zaćmienie Słońca widoczne w USA i Kanadzie.
  - Otwarto Port lotniczy Tajpej-Taiwan Taoyuan (do 2006 im. Czang Kaj-szeka).
- 1983 – Errol Alibux został premierem Surinamu.
- 1988 – Premiera thrillera Frantic w reżyserii Romana Polańskiego.
- 1991 – I wojna w Zatoce Perskiej: Saddam Husajn ogłosił decyzję o wycofaniu wojsk irackich z Kuwejtu.
- 1993:
  - 6 osób zginęło, a ponad 1000 zostało rannych w wyniku zamachu terrorystycznego w podziemiach World Trade Center w Nowym Jorku.
  - Premiera thrillera Upadek w reżyserii Joela Schumachera.
- 1994:
  - Prezydent Borys Jelcyn ułaskawił swoich politycznych przeciwników aresztowanych po kryzysie konstytucyjnym w październiku 1993.
  - Ustanowiono flagę Dagestanu.
- 1995 – Upadł brytyjski Barings Bank.
- 1996 – Maroko podpisało umowę o partnerstwie z UE.
- 1998:
  - Całkowite zaćmienie Słońca widoczne nad Pacyfikiem, Ameryką Środkową i Atlantykiem.
  - Valdas Adamkus został prezydentem Litwy.
- 1999 – Premiera mikroprocesora Pentium III firmy Intel.
- 2000:
  - Erupcja wulkanu Hekla na Islandii.
  - Papież Jan Paweł II odwiedził monaster św. Katarzyny u podnóża góry Synaj w Egipcie.
- 2001 – Podpisano Traktat nicejski.
- 2004:
  - USA zniosły obowiązujący od 23 lat zakaz podróży do Libii dla swych obywateli.
  - W katastrofie lotniczej w Bośni i Hercegowinie zginął prezydent Macedonii Boris Trajkowski i 8 innych osób.
- 2008:
  - Dwóch polskich żołnierzy zginęło w afgańskiej prowincji Paktika w wyniku wybuchu miny-pułapki pod ich pojazdem.
  - W stolicy Korei Północnej Pjongjangu odbył się koncert orkiestry Filharmonii Nowojorskiej.
- 2010 – Europę nawiedził orkan Xynthia.
- 2012 – W Senegalu odbyła się I tura wyborów prezydenckich. Do II tury przeszli: urzędujący prezydent Abdoulaye Wade i były premier Macky Sall.
- 2013 – Jung Hong-won został premierem Korei Południowej.
- 2016:
  - Fritz Jean został premierem Haiti.
  - Szwajcar Gianni Infantino został wybrany na przewodniczącego FIFA.
  - Włoch Simone Moro, Pakistańczyk Muhammad Ali i Bask Alex Txikon dokonali pierwszego zimowego wejścia na ośmiotysięcznik Nanga Parbat w Himalajach.
- 2017 – Odbyła się 89. ceremonia wręczenia Oscarów.
- 2020 – Na terenie browaru w Milwaukee w stanie Wisconsin jego były pracownik zastrzelił 5 osób po czym popełnił samobójstwo.
- 2022 – Inwazja Rosji na Ukrainę: zwycięstwo wojsk ukraińskich w bitwie o Wasylków.

## Urodzili się
- 1361 – Wacław IV Luksemburski, król Niemiec i Czech, książę Luksemburga (zm. 1419)
- 1416 – Krzysztof Bawarski, król Danii, Szwecji i Norwegii (zm. 1448)
- 1530 – David Chyträus, niemiecki teolog luterański, historyk (zm. 1600)
- 1552 – Sŏnjo, wang Korei (zm. 1608)
- 1564 – (data chrztu) Christopher Marlowe, angielski dramaturg (zm. 1593)
- 1586 – Niccolò Cabeo, włoski jezuita, matematyk, fizyk, filozof (zm. 1650)
- 1587 – (data chrztu) Stefano Landi, włoski kompozytor, organista, śpiewak, nauczyciel (zm. 1639)
- 1618 – Francesco Morosini, doża Wenecji (zm. 1694)
- 1633 – Gustaw Adolf, książę Meklemburgii-Güstrow (zm. 1695)
- 1664 – Nicolas Fatio de Duillier, szwajcarski matematyk (zm. 1753)
- 1671 – Anthony Ashley-Cooper, angielski arystokrata, filozof, etyk (zm. 1713)
- 1677 – Nicola Fago, włoski kompozytor (zm. 1745)
- 1679 – Klaudiusz Poullart des Places, francuski prezbiter katolicki, założyciel Zgromadzenia Ducha Świętego (zm. 1709)
- 1707 – Marian Arciero, włoski duchowny katolicki, błogosławiony (zm. 1788)
- 1715 – Claude Adrien Helvétius, francuski filozof, encyklopedysta (zm. 1771)
- 1720 – Giovanni Francesco Albani, włoski kardynał (zm. 1803)
- 1725:
  - Nicolas-Joseph Cugnot, francuski wynalazca (zm. 1804)
  - Celestyn Adam Kaliszewski, polski pedagog, historyk prawa, leksykograf, tłumacz (zm. 1767)
- 1728 – Antoine Baumé, francuski chemik, farmaceuta (zm. 1804)
- 1746 – Maria Amalia Habsburg, arcyksiężniczka austriacka, księżna Parmy (zm. 1804)
- 1750 – Karl Ferdinand Schmid, niemiecki prawnik, pisarz (zm. 1809)
- 1775 – Adolf Stieler, niemiecki geograf, kartograf (zm. 1836)
- 1777 – Mateja Nenadović, serbski duchowny prawosławny, arcybiskup Valjeva, polityk (zm. 1854)
- 1786 – François Arago, francuski matematyk, fizyk, astronom, polityk (zm. 1853)
- 1789 – Juliusz Brincken, polski leśnik pochodzenia niemieckiego (zm. 1846)
- 1799 – Benoît Clapeyron, francuski fizyk, matematyk, wykładowca akademicki (zm. 1864)
- 1800 – John Baptist Purcell, amerykański duchowny katolicki, arcybiskup Cincinnati pochodzenia irlandzkiego (zm. 1883)
- 1802:
  - Victor Hugo, francuski prozaik, poeta, dramaturg, polityk (zm. 1885)
  - Aleksander Waligórski, polski inżynier, generał, uczestnik powstania listopadowego i styczniowego (zm. 1873)
- 1805:
  - Rudolf Freitag, niemiecki rzeźbiarz, kolekcjoner dzieł sztuki (zm. 1890)
  - Aleksander Zdanowicz, polski historyk, filolog, pedagog, tłumacz, autor podręczników (zm. 1868)
- 1806:
  - Francesco Saverio Massimo, włoski kardynał, dyplomata papieski (zm. 1848)
  - Jan Kazimierz Wilczyński, polski lekarz, kolekcjoner, wydawca (zm. 1885)
- 1807 – Théophile-Jules Pelouze, francuski chemik, wykładowca akademicki (zm. 1867)
- 1808 – Honoré Daumier, francuski malarz, grafik, rysownik, rzeźbiarz (zm. 1879)
- 1812 – Jan Alfons Brandt, polski lekarz, uczestnik powstania listopadowego (zm. 1846)
- 1813 – Louise von Bose, niemiecka mecenas sztuki i nauki (zm. 1883)
- 1816 – Franz Krenn, austriacki kompozytor, organista, pedagog (zm. 1897)
- 1819 – Emilian Deryng, polski aktor, prozaik, dramaturg, pedagog (zm. 1895)
- 1821:
  - Aleksander Gintowt-Dziewałtowski, polski duchowny katolicki, arcybiskup mohylewski (zm. 1889)
  - Félix Ziem, francuski malarz (zm. 1911)
- 1823 – Gustav Adolf von Hohenlohe-Schillingsfürst, niemiecki kardynał (zm. 1896)
- 1824 – Franz San Galli, niemiecki przedsiębiorca, inżynier-samouk pochodzenia włoskiego (zm. 1908)
- 1825 – Ludwig Rütimeyer szwajcarski zoolog, paleontolog, anatom, geolog (zm. 1895)
- 1829 – Levi Strauss, amerykański producent odzieży (zm. 1902)
- 1830:
  - Filip Bondy, czeski rabin (zm. 1907)
  - Morgan Jones, amerykański polityk (zm. 1894)
  - Carl Wenig, rosyjski malarz pochodzenia niemieckiego (zm. 1908)
- 1831:
  - Filippo Marchetti, włoski kompozytor (zm. 1902)
  - Josef Werndl, austriacki konstruktor i producent broni (zm. 1889)
- 1834:
  - Anastazy Jagielski, polski działacz narodowy, dowódca oddziału w powstaniu styczniowym (zm. ?)
  - Adolf Steinert, polski fabrykant pochodzenia niemieckiego (zm. 1916)
  - Aleksander Zarzycki, polski pianista, kompozytor, dyrygent, pedagog (zm. 1895)
- 1836 – Elihu Vedder, amerykański malarz, ilustrator, poeta (zm. 1923)
- 1838 – Siegfried Bing, niemiecko-francuski marszand, kolekcjoner i mecenas sztuki (zm. 1905)
- 1839 – John Pentland Mahaffy, irlandzki historyk, wykładowca akademicki (zm. 1919)
- 1842 – Camille Flammarion, francuski astronom (zm. 1925)
- 1844 – Victor von Podbielski, niemiecki generał-lejtnant, polityk (zm. 1916)
- 1846:
  - Buffalo Bill, amerykański myśliwy, zwiadowca wojskowy, bohater Dzikiego Zachodu (zm. 1917)
  - Aleksander Hulimka, polski ziemianin, polityk (zm. 1901)
  - Kazimierz Ołpiński, polski weteran powstania styczniowego (zm. 1936)
- 1848 – Mieczysław Woroniecki, polski ziemianin, działacz społeczny (zm. 1908)
- 1849:
  - Franz Boll, niemiecki lekarz, fizjolog, wykładowca akademicki (zm. 1879)
  - William Walrond, brytyjski arystokrata, polityk (zm. 1925)
- 1851 – Paul Gautsch von Frankenthurn, austriacki polityk, premier Austrii (zm. 1918)
- 1852 – John Harvey Kellogg, amerykański lekarz (zm. 1943)
- 1857 – Émile Coué, francuski psycholog, farmaceuta (zm. 1926)
- 1861:
  - Ferdynand I Koburg, car Bułgarii (zm. 1948)
  - Jarosław Klemens Wiśniewski, polski ziemianin, dyplomata (zm. 1940)
- 1864 – Antonín Sova, czeski prozaik, poeta (zm. 1928)
- 1866:
  - Herbert Henry Dow, amerykański przedsiębiorca, chemik, wynalazca (zm. 1930)
  - Aurelio Galli, włoski kardynał (zm. 1929)
- 1868:
  - Venceslau Brás, brazylijski polityk, prezydent Brazylii (zm. 1966)
  - Wincenty Pelufo Corts, hiszpański duchowny katolicki, męczennik, błogosławiony (zm. 1936)
- 1869 – Nadieżda Krupska, rosyjska działaczka komunistyczna, pedagog (zm. 1939)
- 1870 – Thomas Byles, brytyjski duchowny katolicki (zm. 1912)
- 1871 – August Lehr, niemiecki kolarz torowy (zm. 1921)
- 1874:
  - Gabriela Bossis, francuska zakonnica, mistyczka, aktorka (zm. 1950)
  - Helena d’Abancourt de Franqueville, polska historyk sztuki, bibliotekarka (zm. 1942)
- 1880:
  - Bolesław Gorczyński, polski dramaturg, publicysta, tłumacz, dyrektor teatrów (zm. 1944)
  - Lionel Logue, australijski logopeda (zm. 1953)
  - Wissarion (Okułow), rosyjski duchowny prawosławny, nowomęczennik (zm. 1918)
  - Karin Smirnoff, fińska pisarka i dramatopisarka szwedzkojęzyczna (zm. 1973)
  - William I. Traeger, amerykański szeryf, polityk (zm. 1935)
- 1881:
  - Władysław Milko, polski porucznik Legionów Polskich (zm. 1914)
  - Hans Reiter, niemiecki lekarz, bakteriolog, higienista, zbrodniarz wojenny (zm. 1969)
- 1882:
  - Costantino Bresciani Turroni, włoski ekonomista, statystyk, wykładowca akademicki, polityk (zm. 1963)
  - Husband E. Kimmel, amerykański admirał (zm. 1968)
  - Jan Sajdak, polski filolog klasyczny, bizantynolog, wykładowca akademicki (zm. 1967)
- 1883:
  - Eugenio Hermoso, hiszpański malarz (zm. 1963)
  - Aleksander Sobiszewski, polski baletmistrz, pedagog (zm. 1964)
- 1885 – Aleksandras Stulginskis, litewski polityk, premier i prezydent Litwy (zm. 1969)
- 1886 – Włodzimierz Konieczny, polski rzeźbiarz, grafik, ilustrator, poeta (zm. 1916)
- 1887:
  - William Frawley, amerykański aktor (zm. 1966)
  - Stefan Grabiński, polski pisarz (zm. 1936)
- 1890 – Ralph Tschudi, norweski żeglarz sportowy (zm. 1974)
- 1892 – Julian Ejsmond, polski pisarz (zm. 1930)
- 1893 – Józef Szyfter, polski kapitan pilot, powstaniec wielkopolski (zm. 1940)
- 1894:
  - Olga Chodatajewa, rosyjska twórczyni filmów animowanych (zm. 1968)
  - James A. Fitzpatrick, amerykański reżyser, scenarzysta i producent filmowy (zm. 1980)
  - Franciszka Platówna-Rotter, polska śpiewaczka operowa (sopran dramatyczny) (zm. 1974)
- 1896:
  - Roman Matus, polski oficer, kawaler Orderu Virtuti Militari (zm. ?)
  - Andriej Żdanow, radziecki polityk, działacz komunistyczny (zm. 1948)
- 1897 – Józef Mühlnikiel, polski chorąży pilot (zm. ?)
- 1898:
  - Karl Astel, niemiecki genetyk, eugenik, wykładowca akademicki (zm. 1945)
  - Aleksander Jabłoński, polski fizyk, wykładowca akademicki (zm. 1980)
- 1899:
  - Albina Balasowa, polska działaczka narodowościowa na Górnym Śląsku (zm. 1977)
  - Kazimierz Marczyński, polski porucznik (zm. 1994)
  - Max Petitpierre, szwajcarski dyplomata, polityk, prezydent Szwajcarii (zm. 1994)
- 1900:
  - Halina Konopacka, polska lekkoatletka, dyskobolka (zm. 1989)
  - Jean Negulesco, amerykański reżyser filmowy (zm. 1993)
- 1901:
  - Yves Bouthillier, francuski polityk (zm. 1977)
  - Aharon Zisling, izraelski polityk (zm. 1964)
- 1902 – Vercors, francuski pisarz, ilustrator (zm. 1991)
- 1903:
  - Jan Fethke, polski reżyser filmowy, esperantysta (zm. 1980)
  - Giulio Natta, włoski chemik, wykładowca akademicki, laureat Nagrody Nobla (zm. 1979)
  - Orde Wingate, brytyjski generał (zm. 1944)
- 1905:
  - Józef Kisielewski, polski pisarz (zm. 1966)
  - Jadwiga Pierzchalanka, polska taterniczka, grotołaz, narciarka wysokogórska (zm. 1980)
- 1906:
  - Hans Bertram, niemiecki reżyser filmowy (zm. 1993)
  - Roelof Vermeulen, holenderski żeglarz sportowy (zm. 1963)
- 1907:
  - Wilbur Lamoreaux, amerykański żużlowiec (zm. 1963)
  - Dub Taylor, amerykański aktor (zm. 1994)
- 1908:
  - Franciszek Drzewiecki, polski orionista, męczennik, błogosławiony (zm. 1942)
  - Anna Szczetinina, radziecka kapitan dalekowschodniej żeglugi morskiej (zm. 1999)
- 1909:
  - Talal ibn Abd Allah, król Jordanii (zm. 1972)
  - Emilia Malessa, polska żołnierka AK, uczestniczka powstania warszawskiego (zm. 1949)
- 1910 – Aleksander Fogiel, polski aktor (zm. 1996)
- 1911:
  - Walter Georg Kühne, niemiecki paleontolog, wykładowca akademicki (zm. 1991)
  - Albina Osipowich, amerykańska pływaczka (zm. 1964)
  - Kazimierz Poreda, polski śpiewak operowy (bas) (zm. 1990)
- 1912:
  - Gyula Bodola, rumuńsko-węgierski piłkarz, trener (zm. 1993)
  - Dane Clark, amerykański aktor (zm. 1998)
- 1913:
  - Zdzisław Libera, polski historyk literatury (zm. 1998)
  - Zofia Sykulska-Szancerowa, polska aktorka (zm. 2008)
- 1914:
  - Robert Alda, amerykański aktor (zm. 1986)
  - Witold Rowicki, polski dyrygent, pedagog (zm. 1989)
- 1915 – Aleksander Juszkiewicz, polski ekonomista, działacz ruchu ludowego, dyplomata (zm. 1975)
- 1916:
  - Jackie Gleason, amerykański aktor, komik, piosenkarz (zm. 1987)
  - Preacher Roe, amerykański baseballista (zm. 2008)
- 1917:
  - Robert La Caze, francusko-marokański kierowca wyścigowy (zm. 2015)
  - Zbigniew Matula, polski porucznik, żołnierz AK, cichociemny (zm. 1944)
  - Marian Plezia, polski filolog klasyczny, leksykograf, mediewista, wykładowca akademicki (zm. 1996)
- 1918:
  - Nikołaj Gułajew, radziecki pilot wojskowy, as myśliwski (zm. 1985)
  - Osmar Maderna, argentyński kompozytor, pianista (zm. 1951)
  - Piotr Maszerau, białoruski i radziecki polityk (zm. 1980)
  - Charles Salatka, amerykański duchowny katolicki, arcybiskup Oklahoma City pochodzenia polskiego (zm. 2003)
  - Theodore Sturgeon, amerykański pisarz (zm. 1985)
- 1919:
  - Mason Adams, amerykański aktor (zm. 2005)
  - Rie Mastenbroek, holenderska pływaczka (zm. 2003)
  - Antoni Rząsa, polski rzeźbiarz, pedagog (zm. 1980)
- 1920:
  - Hilmar Baunsgaard, duński polityk (zm. 1989)
  - Michał Brzezowski, polski sierżant pilot (zm. 1940)
  - Anna Aleksandra Jasielska, polska działaczka społeczna (zm. 1983)
  - Michaił Miejerowicz, rosyjski kompozytor, pedagog (zm. 1993)
  - Gisèle Prassinos, francuska pisarka, poetka (zm. 2015)
  - Tony Randall, amerykański aktor (zm. 2004)
  - José Mauro de Vasconcelos, brazylijski pisarz (zm. 1984)
  - Lucjan Wolanowski, polski dziennikarz, reporter, pisarz, podróżnik, tłumacz (zm. 2006)
- 1921:
  - Wanda Dobryszycka, polska biochemik, wykładowczyni akademicka (zm. 2020)
  - Betty Hutton, amerykańska aktorka, piosenkarka (zm. 2007)
  - Zofia Krassowska, polska sanitariuszka, żołnierz AK, uczestniczka powstania warszawskiego (zm. 1944)
  - Dmitrij Ochocimski, rosyjski mechanik, matematyk, konstruktor lotniczy (zm. 2005)
  - Wincenty Rutkowski, polski plutonowy lotnictwa (zm. 1944)
  - Georges-Paul Wagner, francuski prawnik, publicysta, pisarz, monarchista (zm. 2006)
- 1922:
  - William Baumol, amerykański ekonomista, wykładowca akademicki (zm. 2017)
  - Helena Jaworska, polska polityk, poseł na Sejm PRL (zm. 2006)
  - Józef Kostecki, polski aktor (zm. 1980)
  - Margaret Leighton, brytyjska aktorka (zm. 1976)
  - Karl Aage Præst, duński piłkarz (zm. 2011)
- 1923:
  - Stanisława Biskupska, polska polityk, poseł na Sejm PRL
  - Guy Lefrant, francuski jeździec sportowy (zm. 1993)
- 1924:
  - Uładzimir Mackiewicz, białoruski piłkarz, trener i sędzia piłkarski
  - Zdzisław Pająk, polski fizyk, wykładowca akademicki (zm. 2019)
  - Aleksander Płatek, polski geodeta, wykładowca akademicki (zm. 1996)
  - Maria Rydlowa, polska historyk literatury (zm. 2021)
  - Henryk Stefanik, polski polityk, poseł na Sejm PRL, wojewoda rzeszowski (zm. 2010)
  - Józef Szarawara, polski profesor nauk technicznych (zm. 2022)
  - Noboru Takeshita, japoński polityk, premier Japonii (zm. 2000)
- 1925:
  - Kees Brusse, holenderski aktor (zm. 2013)
  - Julian Brzozowski, polski rzeźbiarz (zm. 2002)
- 1926:
  - Gabino Díaz Merchán, hiszpański duchowny katolicki, biskup Guadix, arcybiskup Oviedo (zm. 2022)
  - Sergio Fernández Cárdenas, meksykański pisarz, krytyk literacki (zm. 2020)
  - James Alexander Green, brytyjski matematyk, wykładowca akademicki (zm. 2014)
  - Henry Gustav Molaison, amerykański pacjent, fenomen medyczny (zm. 2008)
  - Efraín Sánchez, kolumbijski piłkarz, bramkarz, trener (zm. 2020)
  - Witold Turkiewicz, polski artysta, harcerz Szarych Szeregów, żołnierz AK (zm. 1993)
- 1927:
  - Witold Giersz, polski twórca filmów animowanych
  - Eugeniusz Nazimek, polski żużlowiec (zm. 1959)
- 1928:
  - Robert Banks, amerykański duchowny katolicki, biskup Green Bay
  - Fats Domino, amerykański piosenkarz, kompozytor, pianista (zm. 2017)
  - Anatolij Filipczenko, rosyjski generał major lotnictwa, kosmonauta (zm. 2022)
  - Monique Leyrac, kanadyjska aktorka, piosenkarka (zm. 2019)
  - Odo Marquard, niemiecki filozof, wykładowca akademicki (zm. 2015)
  - Ariel Szaron, izraelski polityk, premier Izraela (zm. 2014)
- 1929:
  - Paolo Ferrari, włoski aktor (zm. 2018)
  - Aleksander Wieczorkowski, polski dziennikarz, felietonista, krytyk literacki (zm. 2012)
- 1930:
  - Lazar Berman, rosyjski pianista (zm. 2005)
  - Krystyna Goldberg, polska dziennikarka (zm. 2017)
  - Władimir Kiesariew, rosyjski piłkarz (zm. 2015)
- 1931:
  - Helena Dmowska, polska lekkoatletka, dyskobolka (zm. 2019)
  - Ally MacLeod, szkocki piłkarz, trener (zm. 2004)
  - Claude Piron, szwajcarski lingwista, tłumacz, psycholog (zm. 2008)
  - Joanna Szczepińska-Tramer, polska i francuska historyk sztuki
  - Josephine Tewson, brytyjska aktorka (zm. 2022)
- 1932:
  - Czesław Bessaga, polski matematyk, wykładowca akademicki (zm. 2021)
  - Johnny Cash, amerykański piosenkarz i muzyk country, aktor (zm. 2003)
  - Kazimierz Żbikowski, polski lekkoatleta średnio- i długodystansowiec (zm. 1992)
- 1933:
  - Irina Bieglakowa, rosyjska lekkoatletka, dyskobolka (zm. 2018)
  - James Goldsmith, brytyjsko-francuski polityk, przedsiębiorca (zm. 1997)
  - Ricardo Guízar Díaz, meksykański duchowny katolicki, biskup Puebla de los Angeles, Aguascalientes i Atlacomulco, arcybiskup Tlalnepantla (zm. 2015)
  - Lubomyr Huzar, ukraiński duchowny greckokatolicki, studyta, arcybiskup większy kijowsko-halicki, kardynał (zm. 2017)
  - Salvador Martínez Pérez, meksykański duchowny katolicki, biskup Huejutla (zm. 2019)
- 1934:
  - Muhammad al-Achdar-Hamina, algierski reżyser i scenarzysta filmowy (zm. 2025)
  - Józef Chełmowski, polski artysta ludowy (zm. 2013)
  - Bohdan Jałowiecki, polski socjolog (zm. 2020)
  - Manfred Poerschke, niemiecki lekkoatleta, sprinter
- 1935:
  - Marianna Korolewska, polska spadochroniarka
  - Aleksander Koj, polski lekarz, biochemik (zm. 2016)
  - Roman Malinowski, polski polityk, wicepremier, minister przemysłu spożywczego i skupu, marszałek Sejmu PRL (zm. 2021)
  - Mirosław Pałasz, polski orientalista, dyplomata (zm. 2000)
  - Dorval Rodrigues, brazylijski piłkarz (zm. 2021)
  - Henryk Rybak, polski ekonomista, działacz partyjny i samorządowy, prezydent Płocka
  - Artur Rasizadə, azerski polityk, premier Azerbejdżanu
- 1936:
  - Eduard Bujnowski, radziecki pułkownik-inżynier, kosmonauta
  - José da Cruz Policarpo, portugalski duchowny katolicki, patriarcha Lizbony, kardynał (zm. 2014)
  - Adem Demaçi, albański pisarz, polityk, więzień polityczny (zm. 2018)
- 1937 – Ryszard Lassota, polski pisarz
- 1938:
  - Viktor Bruçeti, albański aktor (zm. 2010)
  - Brian Kilby, brytyjski lekkoatleta, maratończyk (zm. 2024)
  - Aleksandr Prochanow, rosyjski pisarz, publicysta
  - Januário Torgal Mendes Ferreira, portugalski duchowny katolicki, biskup polowy Portugalii
- 1939:
  - Józef Kozioł, polski ekonomista, polityk, minister ochrony środowiska i zasobów naturalnych, wicepremier (zm. 2023)
  - Josephine Tewson, brytyjska aktorka
  - Trevor Watts, brytyjski saksofonista jazzowy
  - Chuck Wepner, amerykański bokser
- 1940 – Agneta Pleijel, szwedzka poetka, powieściopisarka, dramatopisarka, tłumaczka
- 1941:
  - Jerzy Cieślak, polski lekarz, polityk, senator RP (zm. 2004)
  - Wadym Dobyża, ukraiński piłkarz, trener (zm. 2023)
  - Zbigniew Grycan, polski przedsiębiorca
  - Jan Kofman, polski historyk, politolog, publicysta, wydawca, profesor nauk humanistycznych
  - Wojciech Nowaczyk, polski polityk, poseł na Sejm RP (zm. 2016)
- 1942:
  - Jozef Adamec, słowacki piłkarz, trener (zm. 2018)
  - Mirosław Piotrowski, polski grafik, pedagog (zm. 2002)
  - Stanisław Zduńczyk, polski siatkarz
- 1943:
  - Bill Duke, amerykański aktor, reżyser filmowy i telewizyjny
  - Dante Ferretti, włoski scenograf, kostiumograf
  - Johnny Höglin, szwedzki łyżwiarz szybki
  - Kazimiera Prunskienė, litewska ekonomistka, polityk, premier Litwy
- 1944:
  - Christopher Hope, południowoafrykański pisarz
  - Wołodymyr Kapłyczny, ukraiński piłkarz, trener (zm. 2004)
  - Ronald Lauder, amerykański przedsiębiorca, dyplomata, filantrop, działacz społeczny pochodzenia żydowskiego
  - Corrie Winkel, holenderska pływaczka
- 1945:
  - Tony de Brum, marszalski polityk (zm. 2017)
  - Werner Camichel, szwajcarski bobsleista (zm. 2006)
  - John Coates, australijski matematyk, wykładowca akademicki (zm. 2022)
  - Jan Jansen, holenderski kolarz torowy i szosowy
  - Marta Kristen, norweska aktorka
  - Mitch Ryder, amerykański gitarzysta, wokalista
  - Roy Saari, amerykański pływak (zm. 2008)
  - Aleksander Skiba, polski siatkarz, trener (zm. 1999)
  - Andrzej Zachariasz, polski filozof, wykładowca akademicki
- 1946:
  - Colin Bell, angielski piłkarz (zm. 2021)
  - Roman Jakóbczak, polski piłkarz, trener
  - Józef Orzeł, polski filozof, polityk, poseł na Sejm RP
  - Robert Le Gall, francuski duchowny katolicki, arcybiskup Tuluzy
  - Jean Todt, francuski pilot rajdowy, prezydent FIA
  - Ahmed Zewail, egipski chemik, wykładowca akademicki, laureat Nagrody Nobla (zm. 2016)
- 1947:
  - Janusz Kierzkowski, polski kolarz torowy (zm. 2011)
  - Guy Klucevsek, amerykański akordeonista jazzowy, kompozytor (zm. 2025)
  - Sandie Shaw, brytyjska piosenkarka
  - Kazimierz Tylko, polski piłkarz ręczny, trener (zm. 2024)
- 1948:
  - Jerzy Granowski, polski dziennikarz, poeta, grafik, rzeźbiarz
  - Aleksandra Jewtuchowicz, polska ekonomistka, wykładowczyni akademicka (zm. 2016)
  - Siergiej Sawieljew, rosyjski biegacz narciarski (zm. 2005)
- 1949:
  - Simon Crean, australijski prawnik, polityk, lider opozycji, minister handlu (zm. 2023)
  - Bernd Epler, niemiecki lekkoatleta, średniodystansowiec
  - Elizabeth George, amerykańska pisarka
  - Banri Kaieda, japoński polityk
  - Emma Kirkby, brytyjska śpiewaczka operowa (sopran)
  - Wiktor Uljanicz, rosyjski bokser (zm. 2014)
- 1950:
  - Andrzej Celiński, polski socjolog, polityk, senator i poseł na Sejm RP, minister kultury
  - Helen Clark, nowozelandzka polityk, premier Nowej Zelandii
  - Toimi Kankaanniemi, fiński polityk
  - Břetislav Kovařík, czeski karykaturzysta, satyryk, malarz
  - Don Shanks, amerykański aktor, kaskader
- 1951:
  - Władimir Barnaszow, rosyjski biathlonista
  - Jacek Brzozowski, polski historyk literatury, profesor nauk humanistycznych
  - Mohamed Hachaichi, algierski zapaśnik (zm. 2013)
  - Ramón Heredia, argentyński piłkarz, trener
  - Zdzisław Karol Kaniuczak, polski entomolog
  - Ulrich Knefelkamp, niemiecki historyk, wykładowca akademicki
  - John Noonan, amerykański duchowny katolicki, biskup Orlando pochodzenia irlandzkiego
  - Barbara Wieck, niemiecka lekkoatletka, biegaczka średniodystansowa
  - Zygmunt Zaradkiewicz, polski grafik, rysownik
- 1952:
  - Jacinto Inácio Flach, brazylijski duchowny katolicki, biskup Criciúmy
  - Ludmiła Masłakowa, rosyjska lekkoatletka, sprinterka
- 1953:
  - Michael Bolton, amerykański piosenkarz, kompozytor, autor tekstów
  - Marcel Gumbs, polityk z Sint Maarten, premier
  - Anna Jegier, polska lekarz, profesor nauk medycznych
  - Alan McGuckian, irlandzki duchowny katolicki, biskup Raphoe
  - María Ostolaza, peruwiańska siatkarka
- 1954:
  - Recep Tayyip Erdoğan, turecki polityk, premier i prezydent Turcji
  - Masaki Etō, japoński zapaśnik
  - Aivars Lazdenieks, łotewski wioślarz (zm. 2023)
  - Talaat Sadat, egipski polityk (zm. 2011)
  - Jacek Stolarski, polski samorządowiec, burmistrz Grójca
- 1955:
  - Werka Borisowa, bułgarska siatkarka
  - Andreas Maislinger, austriacki historyk, politolog
  - Mirosław Stadler, polski piłkarz, trener (zm. 2004)
- 1956:
  - María Cervera, peruwiańska siatkarka
  - Michel Houellebecq, francuski prozaik, poeta, eseista, autor tekstów piosenek
  - Mychajło Kowal, ukraiński generał, polityk
  - Maciej Zalewski, polski filolog, polityk, poseł na Sejm RP
- 1957:
  - Connie Carpenter, amerykańska kolarka szosowa i torowa, łyżwiarka szybka
  - Hervé Giraud, francuski duchowny katolicki, biskup Soissons, arcybiskup Sens
  - Ryszard Kalisz, polski adwokat, polityk, poseł na Sejm RP, minister spraw wewnętrznych i administracji
  - Keena Rothhammer, amerykańska pływaczka
  - Dariusz Wódke, polski szablista
- 1958:
  - Humphrey Campbell, holenderski piosenkarz (zm. 2024)
  - Greg Germann, amerykański aktor
  - Susan Helms, amerykańska astronautka
  - Tim Kaine, amerykański polityk, senator
  - Francesco Napoli, włoski piosenkarz, kompozytor, autor tekstów
  - Zbyszek Zaborowski, polski polityk, poseł na Sejm RP
- 1959:
  - Rolando Blackman, amerykański koszykarz
  - Ahmet Davutoğlu, turecki polityk, premier Turcji
  - Ana Diamandopulu, grecka polityk
  - Zbigniew Schmutzer, polski koszykarz
- 1960:
  - Jaz Coleman, brytyjski muzyk, kompozytor, wokalista, członek zespołu Killing Joke
  - Hannes Jaenicke, niemiecki aktor, działacz ekologiczny
  - Michael O’Brien, amerykański żeglarz lodowy
  - Tati Penna, chilijska piosenkarka, dziennikarka i osobowość telewizyjna (zm. 2021)
- 1961:
  - Eduard Brokarau, białoruski dziennikarz, wydawca, działacz społeczny (zm. 2010)
  - Monika Fagerholm, fińska pisarka tworząca w języku szwedzkim
  - Alejandro García, meksykański piłkarz, bramkarz
  - Louis M’Fedé, kameruński piłkarz (zm. 2013)
  - Eugeniusz Olejarczyk, polski gitarzysta, wokalista, kompozytor, lider zespołu KSU
  - Joachim Philipkowski, niemiecki piłkarz, trener pochodzenia polskiego
  - Souleymane Sané, senegalski piłkarz, trener
  - Marek Sikorski, polski chemik, wykładowca akademicki
- 1962:
  - Jakša Cvitanić, amerykański matematyk, wykładowca akademicki pochodzenia chorwackiego
  - Viorica Ioja rumuńska wioślarka
  - Dorota Kycia, polska artystka fotograf
  - Atiq Rahimi, afgański pisarz, reżyser i scenarzysta filmowy
- 1963:
  - Fernando de Araujo, wschodniotimorski polityk, prezydent Timoru Wschodniego (zm. 2015)
  - Bernardo Redín, kolumbijski piłkarz, trener
- 1964:
  - Fabián Basualdo, argentyński piłkarz
  - Petyr Chubczew, bułgarski piłkarz, trener
  - Mark Dacascos, amerykański aktor, reżyser filmowy i telewizyjny, instruktor sztuk walki, kaskader
  - Joanna Kreft-Baka, polska aktorka
  - Władimir Kryłow, rosyjski lekkoatleta, sprinter
  - Ewa Laurance, szwedzka bilardzistka
  - Damian Łukasik, polski piłkarz
  - Christopher Maleki, amerykański aktor
  - Jan Jakub Należyty, polski aktor, piosenkarz
  - Ibrahima N’Diaye, senegalski piłkarz
  - Beata Zawadzka-Kłos, polska wokalistka, pedagog
- 1965:
  - Kōsei Akaishi, japoński zapaśnik
  - Leszek Biolik, polski basista, producent muzyczny
  - Hernán Díaz, argentyński piłkarz
  - Nelson Francelino Ferreira, brazylijski duchowny katolicki, biskup Valençy
  - Krzysztof Walencik, polski zapaśnik
- 1966:
  - Svatopluk Buchta, czeski kolarz torowy
  - Garry Conille, haitański lekarz, dyplomata, polityk, premier Haiti
  - Urs Kälin, szwajcarski narciarz alpejski
  - Najwa Karam, libańska piosenkarka
  - Jacek Lipiński, polski prawnik, prokurator, samorządowiec, burmistrz Aleksandrowa Łódzkiego
  - Néstor Lorenzo, argentyński piłkarz
- 1967:
  - Artūras Kasputis, litewski kolarz szosowy i torowy
  - Paweł Kowalski, polski aktor
  - Kazuyoshi Miura, japoński piłkarz
  - Rainer Rauffmann, cypryjski piłkarz pochodzenia niemieckiego
  - Janusz Sadza, polski dziennikarz muzyczny, scenarzysta, felietonista
  - Tomasz Schimscheiner, polski aktor
  - Petr Velička, czeski szachista
- 1968:
  - Łukasz Buzun, polski duchowny katolicki, biskup pomocniczy kaliski
  - Tim Commerford, amerykański basista, członek zespołu Rage Against the Machine
  - Luis Miguel Salvador, meksykański piłkarz
  - Carina Wiese, amerykańska aktorka
  - Marek Wojtkowski, polski polityk, samorządowiec, poseł na Sejm RP, prezydent Włocławka
- 1969:
  - Paweł Bogocz, polski reżyser, scenarzysta, producent filmowy, fotograf, plastyk, autor tekstów piosenek, kompozytor, dziennikarz i producent muzyczny
  - Henrik Lundgaard, duński kierowca rajdowy
  - Wang Dan, chiński dysydent
  - Marta Wcisło, polska działaczka samorządowa, polityk, poseł na Sejm RP
- 1970:
  - Predrag Danilović, serbski koszykarz, działacz sportowy
  - Cathrine Lindahl, szwedzka curlerka
  - Heli Rantanen, fińska lekkoatletka, oszczepniczka
  - Fitzroy Simpson, jamajski piłkarz
  - Travis Smith, amerykański grafik
  - Krzysztof Szulborski, polski kucharz
  - Cyr-Nestor Yapaupa, środkowoafrykański duchowny katolicki, biskup Alindeo
- 1971:
  - Aliou Siby Badra, iworyjski piłkarz
  - Erykah Badu, amerykańska piosenkarka
  - Dienis Cygurow, rosyjski hokeista, trener (zm. 2015)
  - Max Martin, szwedzki producent muzyczny, autor tekstów piosenek
  - Mirosław Milewski, polski duchowny katolicki, biskup pomocniczy płocki
  - Rafał Olbrychski, polski aktor, wokalista, gitarzysta, członek zespołu Reds
  - Hélène Ségara, francuska piosenkarka, aktorka
- 1972:
  - Keith Ferguson, amerykański aktor komediowy i głosowy
  - Nikodem (Horenko), ukraiński biskup prawosławny
  - Bertrand Vecten, francuski wioślarz
- 1973:
  - Barbara Kosmal, polska aktorka, modelka (zm. 1993)
  - Ole Gunnar Solskjær, norweski piłkarz, trener
  - Dariusz Starzycki, polski polityk, samorządowiec, poseł na Sejm RP, wicemarszałek województwa śląskiego
  - Małgorzata Szumowska, polska reżyserka, scenarzystka i producentka filmowa
  - André Tanneberger, niemiecki muzyk, producent muzyczny
  - Jenny Thompson, amerykańska pływaczka
- 1974:
  - Maurizio Checcucci, włoski lekkoatleta, sprinter
  - Stefano D'Aste, włoski kierowca wyścigowy
  - Martin Hersman, holenderski łyżwiarz szybki
  - Sébastien Loeb, francuski kierowca rajdowy
  - Yasushi Miyake, japoński zapaśnik
  - Kostiantyn Simczuk, ukraiński hokeista, bramkarz, trener
  - Mia Strömmer, fińska lekkoatletka, młociarka
  - Klementyna Suchanow, polska pisarka, redaktorka, tłumaczka, aktywistka polityczna
  - Irina Vlah, mołdawska prawnik, polityk pochodzenia gagausko-bułgarskiego
  - Wang Shuyan, chińska judoczka
  - Martina Zellner, niemiecka biathlonistka
- 1975:
  - Per-Johan Axelsson, szwedzki hokeista
  - Beata Bublewicz, polska polityk, poseł na Sejm RP
  - Frank Busemann, niemiecki lekkoatleta, wieloboista
  - Richard Šafárik, słowacki hokeista (zm. 2009)
  - Grzegorz Sierzputowski, polski aktor
  - Paweł Skutecki, polski dziennikarz, polityk, poseł na Sejm RP
- 1976:
  - Ander Izagirre, baskijski pisarz, reportażysta, podróżnik
  - Daniel Krysta, polski malarz
  - Sławomir Puchała, polski perkusista
  - Bujar Spahiu, albański pedagog, imam
  - Attila Vári, węgierski piłkarz wodny
  - Stanislav Vlček, czeski piłkarz
- 1977:
  - Nathan Bexton, kanadyjski aktor
  - Calli Cox, amerykańska aktorka pornograficzna
  - Steve Forbes, amerykański bokser
  - Léider Preciado, kolumbijski piłkarz
  - Greg Rikaart, amerykański aktor
  - Tim Thomas, amerykański koszykarz
  - James Wan, australijski reżyser, scenarzysta i producent filmowy pochodzenia malezyjskiego
  - Shane Williams, walijski rugbysta
- 1978:
  - Tom Beck, niemiecki aktor, piosenkarz
  - Jonas Dahl, duński polityk
  - Abdoulaye Diagne-Faye, senegalski piłkarz
  - Kyle Hamilton, kanadyjski wioślarz
  - Viktor Horváth, węgierski pięcioboista nowoczesny
  - Anna Kutkowska, polska aktorka
  - Muhammad Nur, saudyjski piłkarz
  - Rachel Veltri, amerykańska aktorka, modelka
- 1979:
  - Corinne Bailey Rae, brytyjska piosenkarka
  - Richard Egington, brytyjski wioślarz
  - Steve Evans, walijski piłkarz
  - Stefan Giglio, maltański piłkarz
  - Bjarni Guðjónsson, islandzki piłkarz
  - Pascal Kalemba, kongijski piłkarz, bramkarz (zm. 2012)
  - Pedro Mendes, portugalski piłkarz
  - Shalim Ortiz, portorykański piosenkarz, aktor
  - Ngô Thanh Vân, wietnamska aktorka
- 1980:
  - Steve Blake, amerykański koszykarz
  - Martin Jakubko, słowacki piłkarz
  - Milan Šperl, czeski biegacz narciarski
  - Aree Wiratthaworn, tajska sztangistka
- 1981:
  - Tomislav Dujmović, chorwacki piłkarz
  - Daniel Geale, australijski bokser
  - Tomasz Górski, polski kajakarz
  - Edyta Herbuś, polska tancerka, modelka, aktorka
  - Damion Williams, jamajski piłkarz
  - Zakaria Amzil, marokański piłkarz
- 1982:
  - Mario Austin, amerykański koszykarz
  - Aneta Florczyk, polska strongwoman, działaczka samorządowa
  - Li Na, chińska tenisistka
  - Elxan Məmmədov, azerski judoka
  - Bojan Neziri, serbski piłkarz
  - Ute Niziak, niemiecka biathlonistka
  - Geoffrey Roman, namibijski piłkarz
  - Nate Ruess, amerykański piosenkarz, autor tekstów
  - Jennifer Screen, australijska koszykarka
  - Brian Shaw, amerykański strongman
  - Johnny Thomsen, duński piłkarz
- 1983:
  - Kara Monaco, amerykańska modelka
  - Pepe, portugalski piłkarz pochodzenia brazylijskiego
  - Nate Ruess, amerykański wokalista, członek zespołu Fun
- 1984:
  - Emmanuel Adebayor, togijski piłkarz
  - Alex de Angelis, sanmaryński motocyklista wyścigowy
  - Leonid Kritz, niemiecki szachista pochodzenia rosyjskiego
  - Natalia Lafourcade, meksykańska piosenkarka
  - Michał Marcinkiewicz, polski polityk, poseł na Sejm RP
  - Espen Ruud, norweski piłkarz
  - Beren Saat, turecka aktorka
  - Ałeksandar Todorowski, macedoński piłkarz
- 1985:
  - Gee Atherton, brytyjski kolarz górski
  - Miki Fujimoto, japońska piosenkarka
  - Saki Kagami, japońska aktorka, modelka
  - Marcin Kosiński, polski koszykarz
  - Fernando Llorente, hiszpański piłkarz narodowości baskijskiej
  - Tatjana Matwiejewa, rosyjska sztangistka
  - Nacho Monreal, hiszpański piłkarz
  - Carolin Nytra, niemiecka lekkoatletka, płotkarka
  - Sanya Richards-Ross, amerykańska lekkoatletka, sprinterka
  - Mike Robertson, kanadyjski snowboardzista
  - Fahd Awad Szahin, kuwejcki piłkarz
  - Bas van Velthoven, holenderski pływak
  - Marek Ztracený, czeski piosenkarz
- 1986:
  - Guo Shuang, chińska kolarka torowa
  - Adriana Kalska, polska aktorka
  - Crystal Kay, japońska piosenkarka, autorka tekstów, osobowość radiowa, aktorka
  - Hannah Kearney, amerykańska narciarka dowolna
  - Andrej Kim, białoruski działacz opozycyjny
  - Leila Lopes, angolska modelka, zwyciężczyni konkursu Miss Universe
  - Jenny Mensing, niemiecka pływaczka
  - Teresa Palmer, australijska aktorka, modelka
  - Lewan Panculaja, gruziński szachista
  - Romain Sassot, francuski pływak
  - Marta Szymańska, polska siatkarka
- 1987:
  - Julia Bond, amerykańska aktorka pornograficzna
  - Juraj Kucka, słowacki piłkarz
  - Stanisław Melnykow, ukraiński lekkoatleta, płotkarz
  - Mehrdad Puladi, irański piłkarz
  - Rover, polski raper
  - Justyna Świerczyńska, polska lekkoatletka, chodziarka
- 1988:
  - Dustin Ackley, amerykański baseballista
  - Fabian Baier, niemiecki aktor
  - Brittnee Cooper, amerykańska siatkarka
  - Keisa Monterola, wenezuelska lekkoatletka, tyczkarka
  - Garrett Muagututia, amerykański siatkarz
  - Charley Webb, brytyjska aktorka
- 1989:
  - Marwan Mohsen, egipski piłkarz
  - Gabriel Obertan, francuski piłkarz
  - Alba Rico, hiszpańska aktorka, piosenkarka, tancerka
- 1990:
  - Kateřina Cachová, czeska lekkoatletka, wieloboistka
  - Sergi Enrich, hiszpański piłkarz
  - Djibril Tamsir Paye, gwinejski piłkarz
  - Guido Pizarro, argentyński piłkarz pochodzenia meksykańskiego
  - Damian Schulz, polski siatkarz
  - Aleksandra Szczepańska, polska siatkarka
- 1991:
  - CL, południowokoreańska piosenkarka
  - Jahméne Douglas, brytyjski piosenkarz
  - Jahméne Douglas, brytyjski piosenkarz
  - Piotr Hain, polski siatkarz
  - Caitlin Leverenz, amerykańska pływaczka
  - Kevin Plawecki, amerykański baseballista pochodzenia polskiego
  - Andrij Tatarenko, ukraiński hokeista
  - Anton Tinnerholm, szwedzki piłkarz
  - Marie-Florence Candassamy, francuska szpadzistka
- 1992:
  - Mikael Granlund, fiński hokeista
  - Alexandria Mills, amerykańska modelka
  - Ernesto Revé, kubański lekkoatleta, trójskoczek
  - Ai Shinozaki, japońska piosenkarka
- 1993:
  - Morgan Brian, amerykańska piłkarka
  - Cafú, portugalski piłkarz
  - Andriej Czibisow, rosyjski hokeista
  - Taylor Dooley, amerykańska aktorka
  - Alina Galicka, rosyjska lekkoatletka, sprinterka
  - Tiago Ilori, portugalski piłkarz
  - Kōtarō Matsushima, japoński rugbysta
  - Bartosz Pietruczuk, polski siatkarz
  - Jesé Rodríguez, hiszpański piłkarz
  - Jorge Vargas, gwatemalski piłkarz
  - Giuseppe Vicino, włoski wioślarz
  - Aimee Willmott, brytyjska pływaczka
- 1994:
  - Ahmet Çalık, turecki piłkarz (zm. 2022)
  - Jordan King, brytyjski kierowca wyścigowy
  - Bajrang Kumar, indyjski zapaśnik
  - Rafał Smoleń, polski lekkoatleta, sprinter
  - Jacob Trouba, amerykański hokeista
  - Anthony Watson, angielski rugbysta pochodzenia nigeryjskiego
- 1995:
  - Clayton Murphy, amerykański lekkoatleta, średniodystansowiec
  - Tristam, kanadyjski producent muzyczny
- 1996:
  - Runar Espejord, norweski piłkarz
  - Jelizawieta Małaszenko, rosyjska piłkarka ręczna
  - Bertille Noël-Bruneau, francuska aktorka
  - D’Angelo Russell, amerykański koszykarz
  - Dennis Salanović, liechtensteiński piłkarz pochodzenia bośniackiego
- 1997:
  - Albian Ajeti, szwajcarski piłkarz pochodzenia albańskiego
  - Malcom, brazylijski piłkarz
  - Mychajło Meschi, ukraiński piłkarz pochodzenia gruzińskiego
  - Zheng Siwei, chiński badmintonista
- 1998 – Kamil Wojtkowski, polski piłkarz
- 1999:
  - Hannes Agnarsson, farerski piłkarz
  - Daria Kuczer, polska tenisistka
  - Elvira Öberg, szwedzka biathlonistka
  - Rojé Stona, jamajski lekkoatleta, dyskobol
- 2000:
  - Paula Arias Manjón, hiszpańska tenisistka
  - Loide Augusto, angolski piłkarz
  - Tizie Gnamien, francuski judoka
  - Alexis Gutiérrez, meksykański piłkarz
  - Tymoteusz Klupś, polski piłkarz
  - Margaret MacNeil, kanadyjska pływaczka
  - Craig Porter, amerykański koszykarz
  - Facundo Rodríguez, argentyński piłkarz
  - Nyara Sabally, niemiecka koszykarka pochodzenia gambijskiego
- 2001:
  - Kōki Hinokio, japoński piłkarz
  - David Johnson, amerykański koszykarz
  - Jamie Leweling, niemiecki piłkarz
- 2002 – Weronika Piechowiak, polska koszykarka
- 2003:
  - Lim Eun-soo, południowokoreańska łyżwiarka figurowa
  - Jamal Musiala, niemiecki piłkarz pochodzenia nigeryjskiego
- 2004:
  - Bibisara Asaubajewa, kazachska szachistka
  - Océane Babel, francuska tenisistka

## Zmarli
- 212 – Geta, cesarz rzymski (ur. 189)
- 420 – Porfiriusz, biskup Gazy (ur. ok. 347)
- 1095 – Tutusz Ibn Alp Arslan, władca z rodu Seldżukidów panujący w Syrii i Palestynie (ur. 1066)
- 1154 – Roger II, król Sycylii i Neapolu (ur. 1095)
- 1266 – Manfred, król Sycylii (ur. ok. 1232)
- 1275 – Małgorzata Plantagenet, królowa Szkocji (ur. 1240)
- 1289 – Przemko, książę żagański i ścinawski (ur. 1265–1271)
- 1324 – Dino Compagni, włoski pisarz historyczny, kupiec (ur. 1255)
- 1361 – Wilhelm I, książę Jülich (ur. ok. 1299)
- 1495 – Zygmunt Hohenzollern, margrabia brandenburski na Bayreuth (ur. 1468)
- 1552 – Heinrich Faber, niemiecki kompozytor, teoretyk muzyki (ur. ?)
- 1556 – Fryderyk II Wittelsbach, elektor Palatynatu Reńskiego (ur. 1482)
- 1561 – Jorge de Montemor, portugalski prozaik, poeta (ur. 1520)
- 1573 – Grzegorz z Sambora, polski poeta (ur. ok. 1523)
- 1577 – Eryk XIV Waza, król Szwecji (ur. 1533)
- 1603 – Maria Habsburg, infantka hiszpańska, królowa węgierska i czeska, cesarzowa rzymsko-niemiecka (ur. 1528)
- 1611 – Antonio Possevino, włoski duchowny katolicki, jezuita, dyplomata (ur. ?)
- 1625 – Anna Wazówna, królewna szwedzka, siostra króla Zygmunta III Wazy, poliglotka (ur. 1568)
- 1630 – William Brade, angielski kompozytor, skrzypek (ur. 1560)
- 1632 – Cezar II Gonzaga, książę Guastalli (ur. 1592)
- 1638 – Claude-Gaspard Bachet de Méziriac, francuski matematyk, poeta, tłumacz (ur. 1581)
- 1640 – Ferdinando Saracinelli, włoski poeta, librecista (ur. 1583)
- 1659 – Fabrizio Savelli, włoski duchowny katolicki, arcybiskup Salerno, kardynał (ur. 1607)
- 1707 – Louis Cousin, francuski historyk (ur. 1627)
- 1723 – Thomas D’Urfey, brytyjski pisarz pochodzenia francuskiego (ur. 1653)
- 1726 – Maksymilian II Emanuel, elektor Bawarii (ur. 1662)
- 1727 – Franciszek Farnese, książę Parmy i Piacenzy (ur. 1678)
- 1737 – Stefan Maciej Szołdrski, polski szlachcic, polityk (ur. 1702)
- 1745 – Henry Scudamore, brytyjski arystokrata (ur. 1707)
- 1762 – Vitaliano Donati, włoski archeolog, botanik (ur. 1717)
- 1770:
  - Giuseppe Tartini, włoski kompozytor (ur. 1692)
  - Piotr Wodzicki, polski szlachcic, generał, polityk (ur. ?)
- 1782 – José Cadalso, hiszpański pisarz (ur. 1741)
- 1802 – Andriej Lewanidow, rosyjski generał-lejtnant kawalerii (ur. 1747)
- 1806 – Thomas Alexandre Dumas, francuski generał (ur. 1762)
- 1810 – Joachim Hempel, polski architekt, budowniczy (ur. ok. 1744)
- 1813:
  - Stefan Böhm, polski kat (ur. 1741)
  - Robert R. Livingston, amerykański prawnik, polityk, dyplomata (ur. 1746)
  - Antoni Pułaski, polski szlachcic, dowódca wojskowy, polityk (ur. 1747)
- 1814 – Johan Tobias Sergel, szwedzki rzeźbiarz, malarz, rysownik (ur. 1740)
- 1820 – Maria Teresa de Vallabriga, hiszpańska arystokratka (ur. 1759)
- 1821:
  - François-Emmanuel Guignard, francuski hrabia, dyplomata (ur. 1735)
  - Joseph de Maistre, francuski filozof polityczny, urzędnik, dyplomata (ur. 1753)
- 1822 – Antoni Wołłowicz, polski hrabia, polityk (ur. ok. 1750)
- 1823 – Edward Kazimierz Lubomirski polski książę, poeta, prozaik, dyplomata, tłumacz, historyk (ur. 1796)
- 1825 – Antonio Onofri, sanmaryński polityk, dyplomata (ur. 1759)
- 1826:
  - Richard Dale, amerykański komodor (ur. 1756)
  - John Gaillard, amerykański polityk (ur. 1765)
- 1827 – Ludwik Spitznagel, polski poeta, orientalista, tłumacz, poliglota (ur. 1807)
- 1829 – Johann Heinrich Wilhelm Tischbein, niemiecki malarz (ur. 1751)
- 1834 – Alois Senefelder, niemiecki grafik, wynalazca litografii (ur. 1771)
- 1850 – Alfred Bentkowski, polski duchowny katolicki, lekarz (ur. 1813)
- 1852 – Hélène Jégado, francuska seryjna morderczyni (ur. 1803)
- 1861 – Wojciech Chrzanowski, polski generał, kartograf (ur. 1793)
- 1864 – Louis-Hippolyte La Fontaine, kanadyjski polityk, premier Prowincji Kanady (ur. 1807)
- 1878:
  - Godefroy Brossais-Saint-Marc, francuski duchowny katolicki, arcybiskup Rennes, kardynał (ur. 1803)
  - Angelo Secchi, włoski jezuita, astronom, astrofizyk (ur. 1818)
- 1882 – Julian Grabowski, polski chemik organik, technolog, wykładowca akademicki (ur. 1848)
- 1883:
  - Aleksandros Kumunduros, grecki polityk, premier Grecji (ur. 1815)
  - Miguel Ângelo Lupi, portugalski malarz, pedagog (ur. 1826)
- 1884 – Alexander Wood, szkocki lekarz, wynalazca (ur. 1817)
- 1885 – Moritz Wilhelm Gottgetreu, niemiecki architekt (ur. 1813)
- 1886 – Aleksander Kamiński, polski malarz, pedagog (ur. 1823)
- 1887 – Anandi Gopal Joshi, indyjska lekarka (ur. 1865)
- 1888 – Józef Schürer, polski kompozytor, dyrygent, oboista (ur. 1821)
- 1889:
  - Karł Dawydow, rosyjski wiolonczelista, kompozytor (ur. 1838)
  - Paula Montal, hiszpańska zakonnica, święta (ur. 1799)
  - Carl Heinrich Studt, niemiecki architekt, urzędnik (ur. 1799)
- 1892 – August Freund, polski chemik, wykładowca akademicki (ur. 1835)
- 1894:
  - Karol Daniel Adelstein, polski przedsiębiorca pochodzenia żydowskiego (ur. 1818)
  - Bogumił Hoff, polski krajoznawca, etnograf amator, malarz, rysownik pochodzenia niemieckiego (ur. 1829)
- 1895:
  - Salvador de Iturbide y de Marzán, książę Meksyku (ur. 1849)
  - Jan Tomasz Leszczyński, polski kapucyn, hagiograf (ur. 1812)
- 1899:
  - Denis M. Hurley, amerykański polityk pochodzenia irlandzkiego (ur. 1843)
  - Johann Bernard von Rechberg, austriacki hrabia, dyplomata, polityk (ur. 1806)
- 1901 – Lucyna Ćwierczakiewiczowa, polska autorka książek kucharskich (ur. 1829)
- 1903 – Richard Gatling, amerykański wynalazca, konstruktor broni strzeleckiej (ur. 1818)
- 1905:
  - Alexander Fry, brytyjski entomolog (ur. 1821)
  - Marcel Schwob, francuski pisarz pochodzenia żydowskiego (ur. 1867)
  - Adam Skrzyński, polski hrabia, polityk (ur. 1853)
- 1907:
  - Charles William Alcock, angielski piłkarz, krykiecista, działacz piłkarski (ur. 1842)
  - Friedrich Setz, austriacki architekt, urzędnik (ur. 1837)
- 1909:
  - Hermann Ebbinghaus, niemiecki psycholog, wykładowca akademicki (ur. 1850)
  - Leonard Piętak, polski prawnik, wykładowca akademicki, polityk (ur. 1841)
  - Cyriak Maria Sancha y Hervás, hiszpański duchowny katolicki, arcybiskup Toledo, prymas Hiszpanii, kardynał, błogosławiony (ur. 1833)
- 1910 – Jadwiga Szczawińska-Dawidowa, polska działaczka oświatowa i społeczna, publicystka (ur. 1864)
- 1912 – Bernardino Caballero, paragwajski generał, polityk, prezydent Paragwaju (ur. 1839)
- 1913:
  - Felix Draeseke, niemiecki kompozytor (ur. 1835)
  - Angelo de Gubernatis, włoski hrabia, prozaik, poeta, lingwista, filolog, orientalista (ur. 1840)
- 1914 – Walenty Ciechomski, polski drzeworytnik, uczestnik powstania styczniowego (ur. 1840)
- 1916:
  - Piedad od Krzyża, hiszpańska zakonnica, błogosławiona (ur. 1842)
  - Alexander Woodrow, szkocki rugbysta (ur. 1867)
- 1917:
  - Jules Déjerine, francuski neurolog, wykładowca akademicki (ur. 1849)
  - Antoni Gabryszewski, polski chirurg, ortopeda, wykładowca akademicki (ur. 1864)
- 1918 – Edmond Francis Prendergast, amerykański duchowny katolicki, arcybiskup metropolita Filadelfii pochodzenia irlandzkiego (ur. 1843)
- 1919:
  - Włodzimierz Miklaszewski, polski kapral, uczestnik powstania wielkopolskiego (ur. 1897)
  - Nikołaj Rajew, rosyjski polityk (ur. 1855)
- 1922 – Maria Dembowska, polska etnografka (ur. 1856)
- 1923:
  - Erazm Dłuski, polski pianista, kompozytor (ur. 1857)
  - George Clement Perkins, amerykański polityk (ur. 1839)
- 1924 – Izabela, księżniczka bawarska (ur. 1863)
- 1925:
  - Louis Feuillade, francuski reżyser i scenarzysta filmowy (ur. 1873)
  - Władysław Kozłowski, polski architekt (ur. 1859)
- 1927 – Karl Dehio, niemiecki lekarz patolog (ur. 1851)
- 1930 – Rafael Merry del Val, hiszpański kardynał (ur. 1865)
- 1931:
  - Herman Diamand, polski prawnik, polityk, poseł na Sejm Ustawodawczy i Sejm RP (ur. 1860)
  - Otto Wallach, niemiecki chemik, wykładowca akademicki, laureat Nagrody Nobla pochodzenia żydowskiego (ur. 1847)
- 1932:
  - Stanisław Grocholski, polski malarz, grafik, ilustrator (ur. 1860)
  - Albert Mathiez, francuski historyk, wykładowca akademicki (ur. 1874)
- 1933:
  - Thyra Glücksburg, księżniczka duńska, księżna Hanoweru i Cumberland, Teviotdale i Brunszwiku-Lüneburga (ur. 1853)
  - Aleksander Romanow, rosyjski wielki książę (ur. 1866)
- 1934:
  - Kârale Andreassen, grenlandzki nauczyciel, katecheta, malarz, rysownik (ur. 1890)
  - Charles Ranlett Flint, amerykański przedsiębiorca (ur. 1850)
  - Stanisław Pogonowski, polski chorąży (ur. 1898)
- 1935 – Romualda Baudouin de Courtenay, polska historyk, publicystka (ur. 1857)
- 1936:
  - Stefan de Castenedolo Kasprzycki, polski generał dywizji (ur. 1870)
  - Ołeksandr Osecki, ukraiński generał chorąży (ur. 1873)
  - Antonio Scotti, włoski śpiewak operowy (baryton) (ur. 1866)
  - Makoto Saitō, japoński admirał, polityk (ur. 1858)
  - Korekiyo Takahashi, japoński polityk, premier Japonii (ur. 1854)
  - Józef Weinberger, polski architekt pochodzenia żydowskiego (ur. 1861)
- 1937 – Władysław Natanson, polski fizyk pochodzenia żydowskiego (ur. 1864)
- 1938:
  - Aleksandr Amfitieatrow, rosyjski pisarz, publicysta (ur. 1862)
  - Gustaw Kłucis, rosyjski malarz, fotograf pochodzenia łotewskiego (ur. 1895)
- 1939 – Stanisław Kosior, radziecki polityk komunistyczny pochodzenia polskiego (ur. 1889)
- 1940:
  - Michael Hainisch, austriacki prawnik, pisarz, polityk, prezydent Austrii (ur. 1858)
  - Julian Mermon, polski podpułkownik lekarz (ur. 1894)
  - Stanisław Rossowski, polski pisarz, dziennikarz (ur. 1861)
  - Nicolae Tonitza, rumuński malarz (ur. 1886)
  - Aleksandr Żurbienko, radziecki major bezpieczeństwa państwowego (ur. 1903)
- 1941 – Stanisław Sopuch, polski jezuita, kaznodzieja, rekolekcjonista (ur. 1869)
- 1942:
  - Tommaso Pio Boggiani, włoski kardynał, wysoki urzędnik Kurii Rzymskiej (ur. 1863)
  - William Palmer, brytyjski arystokrata, polityk (ur. 1859)
  - Abastenia St. Leger Eberle, amerykańska rzeźbiarka (ur. 1878)
- 1943 – Theodor Eicke, niemiecki funkcjonariusz i zbrodniarz nazistowski (ur. 1892)
- 1944:
  - Berthold Jacob, niemiecki pisarz, dziennikarz, pacyfista, pacyfista (ur. 1898)
  - Xhelal Bej Zogu, albański książę, polityk (ur. 1881)
- 1945:
  - Józef Gallus, polski pisarz ludowy, drukarz, działacz kulturalny, folklorysta amator, podróżnik (ur. 1860)
  - Jerzy Paczkowski, polski poeta, satyryk (ur. 1909)
- 1947:
  - Heinrich Häberlin, szwajcarski polityk, prezydent Szwajcarii (ur. 1868)
  - Kálmán Tihanyi, węgierski fizyk, elektronik (ur. 1897)
- 1948 – Witold Hulanicki, polski działacz sportowy, dyplomata (ur. 1890)
- 1949 – Bronisława Rotsztatówna, polska skrzypaczka pochodzenia żydowskiego (ur. 1906)
- 1950:
  - Gerrit Nagels, holenderski piłkarz (ur. 1906)
  - Piotr Paliński, polski nauczyciel, redaktor, dziennikarz, pisarz, publicysta, krajoznawca, działacz narodowy, regionalista (ur. 1853)
  - Serafin (Sobolew), rosyjski biskup i teolog prawosławny (ur. 1881)
  - Gábor P. Szabó, węgierski piłkarz (ur. 1902)
- 1951 – Sabiha Kasimati, albańska biolog, więzień sumienia (ur. 1912)
- 1952 – Josef Thorak, austriacki rzeźbiarz (ur. 1889)
- 1956 – Elsie Janis, amerykańska scenarzystka filmowa, aktorka, piosenkarka (ur. 1889)
- 1957 – Roger Vercel, francuski pisarz (ur. 1894)
- 1958 – William Charles Campbell, szkocki pilot wojskowy, as myśliwski (ur. 1892)
- 1961:
  - Umberto De Morpurgo, włoski tenisista pochodzenia żydowskiego (ur. 1896)
  - Muhammad V, sułtan i król Maroka (ur. 1909)
- 1963 – Stefan Brzeziński, polski związkowiec, polityk, wojewoda poznański, poseł na Sejm Ustawodawczy i na Sejm PRL (ur. 1902)
- 1964:
  - Paweł Dudek, duchowny rzymskokatolicki (ur. 1878)[3]
  - Jan Sudoł, polski rolnik, działacz ludowy, polityk, poseł na Sejm RP, pamiętnikarz (ur. 1882)
  - Léon Vanderstuyft, belgijski kolarz torowy (ur. 1890)
  - Maria Wierzbowska, polska profesor nauk medycznych (ur. 1894)
- 1965:
  - Julius Skutnabb, fiński łyżwiarz szybki (ur. 1889)
  - Władysław Starewicz, polsko-rosyjski filmowiec, pionier filmów animowanych (ur. 1882)
  - Maximiliano Susán, argentyński piłkarz (ur. 1888)
  - Adam Wrzosek, polski patolog, antropolog, historyk medycyny (ur. 1875)
- 1966:
  - Emiliano Chamorro Vargas, nikaraguański generał, dyplomata, polityk, prezydent Nikaragui (ur. 1871)
  - Gino Severini, włoski malarz (ur. 1883)
- 1967:
  - Robert Millar, amerykański piłkarz, trener pochodzenia szkockiego (ur. 1890)
  - Max Taut, niemiecki architekt (ur. 1884)
- 1969:
  - Emil Bartoschek, niemiecki malarz (ur. 1899)
  - Chōshin Chibana, japoński karateka (ur. 1885)
  - Lewi Eszkol, izraelski polityk, premier Izraela (ur. 1895)
  - Karl Jaspers, niemiecki psychiatra, filozof (ur. 1883)
- 1970 – Irina Jusupow, rosyjska księżniczka (ur. 1895)
- 1971:
  - Fernandel, francuski aktor, piosenkarz (ur. 1903)
  - Neofit (Karaabow), bułgarski biskup prawosławny (ur. 1865 lub 68)
  - Cora Madou, francuska piosenkarka (ur. 1891)
- 1972:
  - Chasan Iwanow, radziecki starszy lejtnant (ur. 1918)
  - Josef Sapir, izraelski polityk (ur. 1902)
- 1973:
  - Antonín Fivébr, czeski piłkarz, trener (ur. 1888)
  - Stepan Szkurat, radziecki aktor (ur. 1885)
- 1974:
  - Paul Arendt, niemiecki duchowny katolicki, teolog, filozof, pedagog (ur. 1892)
  - Eugenia Kobylińska-Masiejewska, polska pisarka, poetka (ur. 1894)
- 1975:
  - January Grzędziński, polski pułkownik, publicysta, pisarz, pionier polskiego lotnictwa (ur. 1891)
  - Roman Zelek, polski duchowny katolicki, polityk, senator RP (ur. 1893)
- 1976:
  - Andrzej Benesz, polski działacz sportowy, polityk, poseł, wicemarszałek Sejmu PRL (ur. 1918)
  - Efrem Forni, włoski kardynał (ur. 1889)
- 1980:
  - Kazimierz Roman Dębicki, polski dyplomata (ur. 1896)
  - Ahmad asz-Szukajri, palestyński polityk, pierwszy przewodniczący OWP (ur. 1908)
- 1981:
  - Aniela Kozłowska, polska botanik, wirusolog (ur. 1898)
  - Ferenc Tóth, węgierski zapaśnik (ur. 1909)
- 1982:
  - Teinosuke Kinugasa, japoński reżyser filmowy (ur. 1896)
  - Gábor Szabó, węgierski gitarzysta jazzowy (ur. 1936)
- 1983 – Zdzisław Spieralski, polski dziennikarz, historyk wojskowości (ur. 1927)
- 1984 – Kurt Plötner, niemiecki lekarz, zbrodniarz wojenny (ur. 1905)
- 1985:
  - Zygmunt Fijas, polski poeta, prozaik, satyryk (ur. 1910)
  - Tjalling Koopmans, amerykański ekonomista, laureat Nagrody Banku Szwecji im. Alfreda Nobla w dziedzinie ekonomii pochodzenia holenderskiego (ur. 1910)
  - Łucja Zawada, polska nauczycielka, instruktorka harcerska, żołnierz Szarych Szeregów (ur. 1913)
- 1986 – Amalia Fleming, grecka lekarka, bakteriolog, polityk (ur. 1912)
- 1987:
  - Janina Mierzecka, polska fotograf, artystka grafik (ur. 1896)
  - Maria Younga-Mikulska, polska szybowniczka (ur. 1908)
- 1988 – Euclydes Barbosa, brazylijski piłkarz (ur. 1909)
- 1989:
  - Roy Eldridge, amerykański muzyk jazzowy (ur. 1911)
  - Éloi Meulenberg, belgijski kolarz szosowy (ur. 1912)
- 1991:
  - Bram Charité, holenderski sztangista (ur. 1917)
  - Han Lih-wu, tajwański polityk, dyplomata (zm. 1903)
- 1992:
  - Florence Li Tim-Oi, chińska misjonarka, pierwsza kobieta wyświęcona na kapłana w ramach Wspólnoty Anglikańskiej (ur. 1907)
  - Gerrit Schulte, holenderski kolarz szosowy i torowy (ur. 1916)
- 1993:
  - Beaumont Newhall, amerykański fotograf, historyk sztuki i fotografii, kurator, wykładowca akademicki (ur. 1908)
  - Arthur Maria Rabenalt, niemiecki reżyser filmowy i teatralny (ur. 1905)
  - Bohdan Staliński, polski fizykochemik, wykładowca akademicki, żołnierz AK (ur. 1924)
- 1994:
  - Stanisław Swen Czachorowski, polski poeta, prozaik, aktor (ur. 1920)
  - Stanisław Gliński, polski pułkownik broni pancernych (ur. 1900)
  - Bill Hicks, amerykański komik, satyryk (ur. 1961)
- 1995:
  - Jack Clayton, brytyjski reżyser filmowy (ur. 1921)
  - Friedl Pfeifer, austriacki narciarz alpejski (ur. 1911)
  - Stanisław Jagiełło, polski dziennikarz, działacz ludowy, polityk, poseł na Sejm Ustawodawczy (ur. 1905)
- 1996:
  - Krzysztof Brozi, polski profesor filozofii i antropologii kulturowej, gitarzysta rockowy (ur. 1952)
  - Mieczysław Wajnberg, polski kompozytor pochodzenia żydowskiego (ur. 1919)
  - Carlos Armando Wilson, argentyński piłkarz (ur. 1912)
- 1997:
  - David Doyle, amerykański aktor (ur. 1929)
  - Giovanni Ghiselli, włoski lekkoatleta, sprinter (ur. 1934)
  - Czesław Kuśmirek, polski lekkoatleta, średniodystansowiec i płotkarz (ur. 1924)
- 1998:
  - James Algar, amerykański reżyser, scenarzysta i producent filmowy (ur. 1912)
  - Krystyna Chmielewska, polska aktorka (ur. 1941)
  - Russ Congdon, amerykański kierowca wyścigowy (ur. 1924)
  - Marat Gramow, radziecki polityk (ur. 1927)
  - Stiepan Nieustrojew, radziecki podpułkownik (ur. 1922)
  - Theodore Schultz, amerykański ekonomista, wykładowca akademicki, laureat Nagrody Banku Szwecji im. Alfreda Nobla w dziedzinie ekonomii (ur. 1902)
  - Zofia Zwolińska, polska fotografka (ur. 1909)
- 1999:
  - Joseph Dean, brytyjski arystokrata, polityk (ur. 1922)
  - Annibale Frossi, włoski piłkarz, trener (ur. 1911)
- 2000:
  - Mieczysław Goczewski, polski brydżysta (ur. 1929)
  - Andrzej Hiolski, polski śpiewak operowy (baryton) (ur. 1922)
  - Pawieł Kuleszow, radziecki dowódca wojskowy, marszałek artylerii (ur. 1908)
  - Joanna Sabaudzka, królowa Bułgarii (ur. 1907)
- 2001:
  - Waldemar Czyżewski, polski działacz partyjny i państwowy (ur. 1934)
  - Duke Nalon, amerykański kierowca wyścigowy (ur. 1913)
  - Arturo Uslar Pietri, wenezuelski prozaik, poeta, publicysta, polityk, dyplomata (ur. 1906)
- 2002:
  - Zbigniew Bartosiewicz, polski inżynier i polityk, minister energetyki i energii atomowej (ur. 1932)
  - Włodzimierz Lwowicz, polski śpiewak operowy (baryton) (ur. 1927)
  - Lawrence Tierney, amerykański aktor (ur. 1919)
- 2003 – Christian Goethals, belgijski kierowca wyścigowy (ur. 1928)
- 2004:
  - Jacques Georges, francuski działacz sportowy, prezydent UEFA (ur. 1916)
  - Boris Trajkowski, macedoński polityk, prezydent Macedonii (ur. 1956)
  - Ralph E. Winters, amerykański montażysta filmowy (ur. 1909)
- 2005:
  - Henry Grunwald, amerykański dziennikarz, dyplomata pochodzenia austriackiego (ur. 1922)
  - Jef Raskin, amerykański informatyk (ur. 1943)
- 2007 – Jerzy Michalski, polski historyk, wykładowca akademicki (ur. 1924)
- 2008:
  - Marcin Jurecki, polski zapaśnik, trener (ur. 1976)
  - Buddy Miles, amerykański perkusista, wokalista, współzałożyciel zespołu Band of Gypsys (ur. 1947)
  - Gaspar de Utrera, hiszpański wokalista flamenco (ur. 1932)
- 2009:
  - Johnny Kerr, amerykański koszykarz (ur. 1932)
  - Jerzy Pełka, polski pedagog, historyk, regionalista (ur. 1953)
  - Wendy Richard, brytyjska aktorka (ur. 1943)
  - Norm Van Lier, amerykański koszykarz (ur. 1947)
- 2010 – Nujabes, japoński muzyk, producent hip-hopowy (ur. 1974)
- 2011:
  - Arnošt Lustig, czeski pisarz (ur. 1926)
  - Deon Prinsloo, południowoafrykański żużlowiec (ur. 1974)
  - Dean Richards, angielski piłkarz (ur. 1974)
- 2012:
  - Richard Carpenter, brytyjski scenarzysta filmowy (ur. 1929)
  - Árpád Fekete, węgierski piłkarz, trener (ur. 1921)
  - Zbigniew Gach, polski dziennikarz (ur. 1952)
  - Józef Pawlak, polski ekonomista, samorządowiec, polityk, poseł na Sejm RP (ur. 1949)
- 2013:
  - Marie-Claire Alain, francuska organistka (ur. 1926)
  - Stéphane Hessel, francuski pisarz, dyplomata (ur. 1917)
- 2014:
  - Dezső Novák, węgierski piłkarz, trener (ur. 1939)
  - Bronisław Urban, polski pedagog (ur. 1942)
- 2015:
  - Emanuel Halicz, polski historyk (ur. 1921)
  - Nadia Hilu, izraelska polityk (ur. 1953)
  - Earl Lloyd, amerykański koszykarz (ur. 1928)
  - Frank Michel, amerykański astrofizyk, astronauta (ur. 1934)
  - Jan Murzynowski, polski koszykarz (ur. 1937)
  - Fritz Raddatz, niemiecki pisarz (ur. 1931)
  - Marian Spychała, polski żużlowiec (ur. 1932)
  - Marceli Szała, polski rymarz, żołnierz, działacz kombatancki (ur. 1924)
- 2016:
  - Karl Dedecius, niemiecki tłumacz i popularyzator literatury polskiej i rosyjskiej (ur. 1921)
  - Stefan Lisewski, niemiecki aktor (ur. 1933)
- 2017 – Lester Randolph Ford Jr., amerykański matematyk (ur. 1927)
- 2018:
  - Mariadas Kagithapu, indyjski duchowny katolicki, biskup Guntur, arcybiskup Wisakhapatnam (ur. 1936)
  - Gia Maisaszwili, gruziński polityk (ur. 1962)
- 2019:
  - Christian Bach, argentyńsko-meksykańska aktorka, producentka filmowa (ur. 1959)
  - Tony Honore, brytyjski prawnik (ur. 1921)
  - Ivar Nilsson, szwedzki łyżwiarz szybki (ur. 1933)
  - Jiří Pomeje, czeski aktor, producent filmowy (ur. 1964)
- 2020:
  - Nexhmije Hoxha, albańska dziennikarka, pedagog, polityk komunistyczna (ur. 1921)
  - Andrea Mugione, włoski duchowny katolicki, arcybiskup Crotone-Santa Severina i Benewentu (ur. 1940)
- 2021:
  - Hannu Mikkola, fiński kierowca rajdowy (ur. 1942)
  - Yves Ramousse, francuski duchowny katolicki, biskup, wikariusz apostolski Phnom Penh i Battambang w Kambodży (ur. 1928)
  - György Snell, węgierski duchowny katolicki, biskup pomocniczy archidiecezji ostrzyhomsko-budapeszteńskiej (ur. 1949)
- 2022:
  - Jānis Cakuls, łotewski duchowny katolicki, administrator apostolski Rygi i Lipawy, biskup pomocniczy ryski (ur. 1926)
  - Danny Ongais, amerykański kierowca wyścigowy (ur. 1942)
  - Magomied Tuszajew, czeczeński generał (ur. 1986)
- 2023:
  - Betty Boothroyd, brytyjska polityk, spiker Izby Gmin (ur. 1929)
  - Alberto Mario González, argentyński piłkarz (ur. 1941)
  - Mário Lukunde, angolski duchowny katolicki, biskup Menongue (ur. 1957)
  - Curzio Maltese, włoski dziennikarz, publicysta, polityk, eurodeputowany (ur. 1959)
  - Francisco Osorto, salwadorski piłkarz (ur. 1957)
  - Bob Richards, amerykański lekkoatleta, tyczkarz (ur. 1926)
- 2024:
  - Giuseppe D’Altrui, włoski piłkarz wodny (ur. 1934)
  - Salah Larbes, algierski piłkarz (ur. 1952)
- 2025:
  - Marek Dul, polski inżynier, samorządowiec, prezydent Dąbrowy Górniczej (ur. 1952)
  - Hans Pirkner, austriacki piłkarz (ur. 1946)
  - Jan Plewako, polski aktor, lalkarz (ur. 1937)
  - Wiktor Riabow, rosyjski historyk, polityk (ur. 1937)
  - Renen Schorr, izraelski reżyser, scenarzysta i producent filmowy (ur. 1952)
  - Michelle Trachtenberg, amerykańska aktorka (ur. 1985)
  - Corry Vreeken, holenderska szachistka (ur. 1928)